# Élections cantonales de 1898 dans la Somme
Les élections cantonales françaises de 1898 ont eu lieu le 31 juillet et 7 août.

## Contexte départemental

### Assemblée départementale sortante
Avant les élections, le conseil général de la Somme est présidé par Albert Dauphin (ULR), à la tête du département depuis 1892. Il comprend 41 conseillers généraux issus des 41 cantons de la Somme. 22 d'entre eux sont renouvelables lors de ces élections.
| Parti                        | Sigle | Sigle    | Élus |
| ---------------------------- | ----- | -------- | ---- |
| Centre-droit (27 sièges)     |       |          |      |
| Républicains opportunistes   |       | Rép.     | 26   |
| Union libérale républicaine  |       | ULR      | 1    |
| Centre-gauche (9 sièges)     |       |          |      |
| Républicains radicaux        |       | Rad.     | 7    |
| Radicaux-socialistes         |       | Rad-soc. | 2    |
| Droite (4 sièges)            |       |          |      |
| Conservateurs                |       | Cons.    | 3    |
| Ralliés                      |       | Rallié   | 1    |
| Gauche (1 siège)             |       |          |      |
| Socialistes indépendants     |       | SI       | 1    |
| Président du conseil général |       |          |      |
| Albert Dauphin (ULR)         |       |          |      |

## Conseil général élu
| Canton                 | Conseiller sortant      | Étiquette | Candidat élu            | Étiquette |
| ---------------------- | ----------------------- | --------- | ----------------------- | --------- |
| Abbeville-Nord         | Alexandre de Poilly*    | Rép.      | Georges Deray           | Rép.      |
| Ailly-le-Haut-Clocher  | Eugène Villemant        | Rép.      | Eugène Villemant        | Rép.      |
| Ailly-sur-Noye         | Oswald de Fransures     | Cons.     | Oswald de Fransures     | Cons.     |
| Amiens-Nord-Est        | Alphonse Decaix-Matifas | Rad.      | Alphonse Decaix-Matifas | Rad.      |
| Amiens-Sud-Ouest       | Alphonse Paillat        | Rad.      | Alphonse Paillat        | Rad.      |
| Bernaville             | Ernest Legrand*         | Rép.      | Edmond Vaquette         | Rép.      |
| Boves                  | Ernest Cauvin           | Rép.      | Ernest Cauvin           | Rép.      |
| Bray-sur-Somme         | Eugène François         | Rép.      | Eugène François         | Rép.      |
| Combles                | Jules Derly             | Rép.      | Jules Derly             | Rép.      |
| Doullens               | Albert Rousé            | Rad.      | Albert Rousé            | Rad.      |
| Gamaches               | Léon Saliès             | Rép.      | Léon Saliès             | Rép.      |
| Molliens-Vidame        | Jules Charles André ¹   | Rép.      | Edmond Séclet           | Rad.      |
| Nesle                  | Hector Lamotte          | Rép.      | Hector Lamotte          | Rép.      |
| Nouvion                | Fernand Maquennehen     | Rad.      | Louis Froment           | Rép.      |
| Oisemont               | Albert Dauphin*         | ULR       | Édouard Mongin          | Rép.      |
| Picquingy              | Henri Saint             | Rép.      | Henri Saint             | Rép.      |
| Poix-de-Picardie       | Louis Rameau            | Rép.      | Louis Rameau            | Rép.      |
| Roisel                 | Henri Vion              | Rép.      | Henri Vion              | Rép.      |
| Rosières-en-Santerre   | Louis-Lucien Klotz      | Rad-soc.  | Louis-Lucien Klotz      | Rad-soc.  |
| Roye                   | Émile Duquesnel*        | Rép.      | Elie Vasseur            | Rép.      |
| Saint-Valery-sur-Somme | Ernest Gellé            | Rép.      | Ernest Gellé            | Rép.      |
| Villers-Bocage         | Arsène Debeauvais       | Rép.      | Gaston Trancart         | Rép.      |

*Conseillers généraux sortants ne se représentant pas
¹ Siège vacant à la suite du décès de Jules Charles André, le 16 mai 1898.

### Élus
| Partis              | Partis                      | Conseillers sortants | Conseillers élus | Évolution     |
| ------------------- | --------------------------- | -------------------- | ---------------- | ------------- |
|                     | Républicains opportunistes  | 15                   | 16               | 1             |
|                     | Union libérale républicaine | 1                    | 0                | 1             |
| Total Centre-droit  | Total Centre-droit          | 16                   | 16               | en stagnation |
|                     | Républicains radicaux       | 4                    | 4                | en stagnation |
|                     | Radicaux-socialistes        | 1                    | 1                | en stagnation |
| Total Centre-gauche | Total Centre-gauche         | 5                    | 5                | en stagnation |
|                     | Conservateurs               | 1                    | 1                | en stagnation |
| Total Droite        | Total Droite                | 1                    | 1                | en stagnation |

### Groupes politiques
| Parti                        | Sigle | Sigle    | Élus |
| ---------------------------- | ----- | -------- | ---- |
| Centre-droit (27 sièges)     |       |          |      |
| Républicains opportunistes   |       | Rép.     | 27   |
| Centre-gauche (9 sièges)     |       |          |      |
| Républicains radicaux        |       | Rad.     | 7    |
| Radicaux-socialistes         |       | Rad-soc. | 2    |
| Droite (4 sièges)            |       |          |      |
| Conservateurs                |       | Cons.    | 3    |
| Ralliés                      |       | Rallié   | 1    |
| Gauche (1 siège)             |       |          |      |
| Socialistes indépendants     |       | SI       | 1    |
| Président du conseil général |       |          |      |
| Achille Bernot (Rép.)        |       |          |      |